# Padsari
Padsari (nep. पडसरी) – gaun wikas samiti w zachodniej części Nepalu w strefie Lumbini w dystrykcie Rupandehi. Według nepalskiego spisu powszechnego z 2001 roku liczył on 1234 gospodarstw domowych i 7768 mieszkańców (3897 kobiet i 3871 mężczyzn).